# Aalestrup Sogn
Aalestrup Sogn er et sogn i Vesthimmerlands Provsti (Viborg Stift). Det er i 1972 udskilt fra Østerbølle Sogn, der hørte til Rinds Herred i Viborg Amt. Aalestrup Kirke er bygget i 1908.
Østerbølle sognekommune var ved kommunalreformen i 1970 indgået i Ålestrup Kommune, hvis hovedpart inkl. Østerbølle blev indlemmet i Vesthimmerlands Kommune ved strukturreformen i 2007.
I Aalestrup Sogn findes følgende autoriserede stednavne:
- Aalestrup (bebyggelse, ejerlav)
- Aalestrup Mark (bebyggelse)